# José Milla y Vidaurre

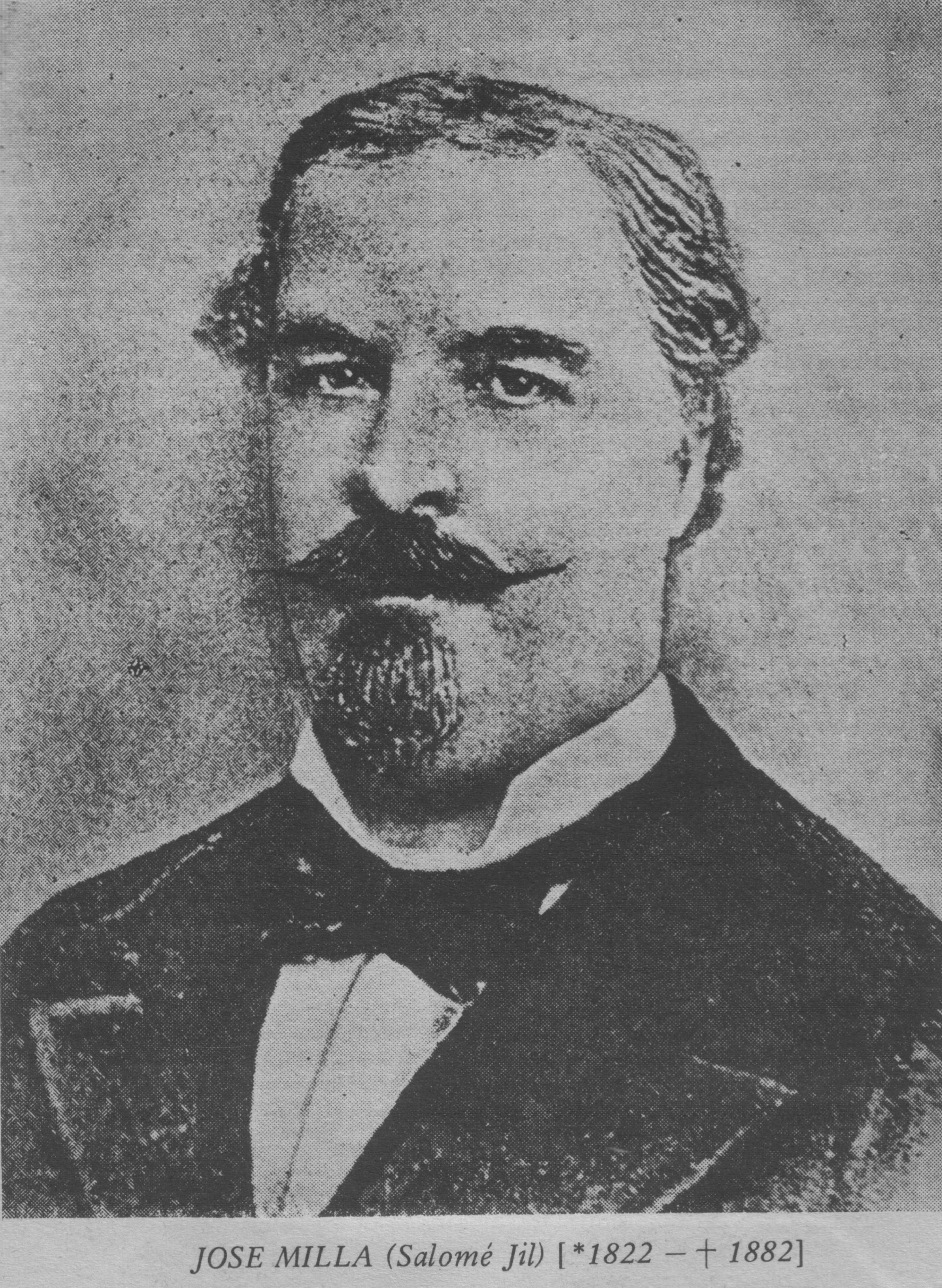
José Milla y Vidaurre

José Milla y Vidaurre (* 4. August 1822 in Guatemala-Stadt; † 30. September 1882 ebenda) war ein guatemaltekischer Schriftsteller.

## Leben
José Milla war ein Sohn des Generalleutnants und Politikers José Justo Milla. Er besuchte zunächst das Colegio Seminario in Guatemala und studierte anschließend an der Universidad San Carlos de Guatemala Jura. Er schloss das Studium jedoch nicht ab, sondern wandte sich der Literatur zu. Obwohl er während seines Studiums Anhänger liberaler Ideen gewesen war, stellte er sich später in den Dienst der konservativen Regierung von Rafael Carrera. In dieser Zeit war Milla Redakteur der Zeitung „La Gazeta Oficial“ und Herausgeber der Zeitschrift „La Semana“, in der mehrere seiner frühen Werke zuerst veröffentlicht wurden.
Als die Regierung Carrera 1871 von den Liberalen unter Führung von Miguel García Granados gestürzt wurde, verließ Milla für drei Jahre das Land und bereiste mehrere Länder Europas und die USA. In Paris war er unter anderem Redakteur der Zeitung „Le Courrier d’Outremer“. In dieser Zeit entstand sein Roman „Un Viaje al Otro Mundo, pasando por Otras Partes“.
Milla schrieb vor allem historische Romane, die er unter dem Pseudonym Salomé Jil veröffentlichte. Er gilt als der Vater des guatemaltekischen Romans.
José Milla war unter anderem korrespondierendes Mitglied der Real Academia Española, Ehrenmitglied der Internationalen Literarischen Gesellschaft in Paris, korrespondierendes Mitglied der Academia de Bellas Artes in Santiago de Chile und Mitglied des Ateneo de León.

## Werke
- Don Bonifacio (1862).
- La Hija del Adelantado (1866).
- Los Nazarenos (1867), Ed. José de Pineda Ibarra, Guatemala 1867.
- El Visitador (1868), E. Goubaud & Cie., 1897.
- El Libro sin Nombre (1870).
- Cuadros de Costumbres (1871), Ed. Piedra Santa, Guatemala 1976, ISBN 84-8377-045-8
- El Canasto del Sastre (1871).
- Un Viaje al Otro Mundo, pasando por Otras Partes (1875).
- Memorias de un Abogado (1876), Ed. Piedra Santa, Guatemala 2005, ISBN 99922-50-80-1
- Historia de la América Central (1879), Ed. El Progreso, Guatemala 1879.
- El Esclavo de don Dinero (1881).
- Historia de un Pepe (1882), E. Goubaud & Cie., 1898.

| Personendaten    | Personendaten                    |
| ---------------- | -------------------------------- |
| NAME             | Milla y Vidaurre, José           |
| KURZBESCHREIBUNG | guatemaltekischer Schriftsteller |
| GEBURTSDATUM     | 4. August 1822                   |
| GEBURTSORT       | Guatemala-Stadt                  |
| STERBEDATUM      | 30. September 1882               |
| STERBEORT        | Guatemala-Stadt                  |